# Backin’ It Up
«Backin’ It Up» — песня американского рэпера Pardison Fontaine, записанная при участии хип-хоп исполнительницы Карди Би. Композиция была выпущена одновременно с видеоклипом 20 сентября 2018 года на лейбле Atlantic Records. Песня была написана Pardison Fontaine и Карди Би, продюсерами выступили J-Louis, Syk Sense и Epikh Pro. Песня содержит сэмпл из трека «Gettin’ Some» певицы Шаванны, поэтому она и авторы композиции были указаны в кредитах к «Backin’ It Up».
Музыкальное видео было снято режиссёром Kid Art; Карди Би предстала в нескольких образах в клипе, один из них — красный — был вдохновлён образом Лил Ким.
Впервые песня была исполнена вживую 16 октября 2018 года на премии «BET Hip Hop Awards».

## Чарты
| Чарт (2018–19)                        | Пиковая позиция |
| ------------------------------------- | --------------- |
| Новая Зеландия (RMNZ Hot Singles)     | 36              |
| США (Billboard Hot 100)               | 40              |
| США (Billboard Hot R&B/Hip-Hop Songs) | 18              |
| США (Billboard Rhythmic)              | 11              |

## Сертификации и продажи
| Регион                                                                      | Сертификация | Продажи   |
| --------------------------------------------------------------------------- | ------------ | --------- |
| США (RIAA)                                                                  | Платиновый   | 1 000 000 |
| Данные о продажах + прослушиваниях приведены только на основе сертификации. |              |           |